# Psilocybe subcubensis
Psilocybe subcubensis es un hongo psilocibio de la familia Hymenogastraceae. Los análisis en laboratorio de los basidiocarpos han confirmado la presencia de psilocibina y psilocina. Al igual que P. cubensis, crece sobre el estiércol del ganado vacuno y equino en zonas tropicales y subtropicales. Se ha encontrado a esta especie en México y Nepal.

## Taxonomía
Psilocybe subcubensis fue descrita como nueva para la ciencia por el micólogo mexicano Gastón Guzmán, y la descripción publicada en la revista científica Beihefte zur Nova Hedwigia 74: 249 en 1983.